# Список країн з назвами їх офіційними мовами
У наступній таблиці перераховано країни та залежні території разом із їхніми столицями українською та офіційними мовами .
- Жирним шрифтом : міжнародно визнані суверенні держави
  - 193 держави-члени Організації Об'єднаних Націй (ООН)
  - Місто Ватикан (керується Святим Престолом, державою-спостерігачем ООН ), яке загальновизнано як суверенна держава
- Жирним курсивом : держави з обмеженим визнанням та асоційовані держави, які не є членами ООН
  - Де-факто суверенні держави з частковим міжнародним визнанням, такі як Держава Палестина, Республіка Косово та Тайвань
  - Де-факто суверенні держави, які не мають загального міжнародного визнання
  - Острови Кука та Ніуе, дві асоційовані держави Нової Зеландії без членства в ООН
- Курсивом : несуверенні території, визнані ООН частиною певної держави-члена
  - Залежні території
  - Спеціальні території, визнані міжнародним договором (наприклад , спеціальні адміністративні райони Китаю )
  - Інші території, які часто вважаються окремими географічними територіями, навіть якщо вони є невід’ємними частинами своїх материнських країн (наприклад, заморські департаменти Франції )

## А
| Країна (екзонім)                | Столиця (екзонім) | Країна (ендонім)             | Столиця (ендонім)       | Офіційна або рідна мова(и) та, або алфавіт. |
| ------------------------------- | ----------------- | ---------------------------- | ----------------------- | ------------------------------------------- |
| Австралія                       | Канберра          | Australia                    | Canberra                | Англійська/Австралійські мови               |
| Австрія                         | Відень            | Österreich                   | Wien                    | Німецька                                    |
| Азербайджан                     | Баку              | Azərbaycan                   | Bakı                    | Азербайджанська                             |
| Аландські острови               | Марієгамн         | Åland Ahvenanmaa             | Mariehamn Maarianhamina | Шведська Фінська                            |
| Албанія                         | Тирана            | Shqipëria                    | Tirana                  | Албанська                                   |
| Алжир                           | Алжир             | ⴷⵣⴰⵢⴻⵔ الجزائر               | ⴷⵣⴰⵢⴻⵔ الجزائر          | Берберські мови Арабська                    |
| Американське Самоа              | Паго-Паго         | Amerika Sāmoa American Samoa | Pago Pago               | Самоанська Англійська                       |
| Американські Віргінські Острови | Шарлотта-Амалія   | United States Virgin Islands | Charlotte Amalie        | Англійська                                  |
| Ангілья                         | Валлі             | Anguilla                     | The Valley              | Англійська                                  |
| Ангола                          | Луанда            | Angola Ngola                 | Luanda Lwanda           | Португальська Конгонезька                   |
| Андорра                         | Андорра-ла-Велья  | Andorra                      | Andorra la Vella        | Каталанська                                 |
| Антигуа і Барбуда               | Сент-Джонс        | Antigua and Barbuda          | St. John's              | Англійська                                  |
| Аргентина                       | Буенос-Айрес      | Argentina                    | Buenos Aires            | Іспанська                                   |
| Аруба                           | Ораньєстад        | Aruba                        | Oranjestad              | Нідерландська, Пап'яменто                   |
| Афганістан                      | Кабул             | افغانستان                    | كابل                    | Пушту/Дарі                                  |

## Б
| Країна (екзонім)              | Столиця (екзонім)   | Країна (ендонім)                        | Столиця (ендонім)         | Офіційна або рідна мова(и) та, або алфавіт. |
| ----------------------------- | ------------------- | --------------------------------------- | ------------------------- | ------------------------------------------- |
| Багамські Острови             | Нассау              | The Bahamas                             | Nassau                    | Англійська                                  |
| Бангладеш                     | Дакка               | বাংলাদেশ                                    | ঢাকা                        | Бенгальська                                 |
| Барбадос                      | Бриджтаун           | Barbados                                | Bridgetown                | Англійська                                  |
| Бахрейн                       | Манама              | البحرين                                 | المنامة                   | Арабська                                    |
| Беліз                         | Бельмопан           | Belize                                  | Belmopan                  | Англійська                                  |
| Бельгія                       | Брюсель             | België Belgique Belgien                 | Brussel Bruxelles Brüssel | Нідерландська Французька Німецька           |
| Бенін                         | Порто-Ново          | Bénin                                   | Porto-Novo                | Французька                                  |
| Бермудські Острови            | Гамільтон           | Bermuda                                 | Hamilton                  | Англійська                                  |
| Білорусь                      | Мінськ              | Беларусь                                | Мінск Минск               | Білоруська Російська                        |
| Болгарія                      | Софія               | България                                | София                     | Болгарська                                  |
| Болівія                       | Ла-Пас              | Bolivia Buliwya Wuliwya Volívia         | La Paz Chuqiyapu La Paz   | Іспанська Кечуа Аймарська Гуанарі           |
| Бонайре                       | Кралендейк          | Bonaire                                 | Kralendijk                | Нідерландська                               |
| Боснія і Герцеговина          | Сараєво             | Bosna i Hercegovina Босна и Херцеговина | Sarajevo Сарајево         | Боснійська, Хорватська Сербська             |
| Ботсвана                      | Габороне            | Botswana                                | Gaborone                  | Англійська, Сетсвана                        |
| Бразилія                      | Бразиліа            | Brasil                                  | Brasília                  | Португальська                               |
| Британські Віргінські Острови | Род-Таун            | British Virgin Islands                  | Road Town                 | Англійська                                  |
| Бруней                        | Бандар-Сері-Бегаван | بروني                                   | باندر سري بڬاون           | Малайська                                   |
| Буркіна-Фасо                  | Уагадугу            | Burkina Faso                            | Ouagadougou               | Французька                                  |
| Бурунді                       | Гітега              | Uburundi Burundi                        | Gitega                    | Кірунді Французька                          |
| Бутан                         | Тхімпху             | འབྲུག་ཡུལ                                  | ཐིམ་ཕུ                      | Дзонг-ке                                    |

## В
| Країна ( екзонім ) | Столиця ( екзонім ) | Країна ( ендонім )                                   | Столиця ( ендонім )                 | Офіційна або рідна мова(и) (алфавіт/письмо) |
| ------------------ | ------------------- | ---------------------------------------------------- | ----------------------------------- | ------------------------------------------- |
| В'єтнам            | Ханой               | Việt Nam                                             | Hà Nội                              | В'єтнамська                                 |
| Вануату            | Порт-Віла           | Vanuatu                                              | Port-Vila                           | Французька                                  |
| Ватикан            | Ватикан             | Civitas Vaticana Città del Vaticano                  | Civitas Vaticana Città del Vaticano | Латиньська Італійська                       |
| Велика Британія    | Лондон              | United Kingdom of Great Britain and Northern Ireland | London                              | Англійська                                  |
| Венесуела          | Каракас             | Venezuela                                            | Caracas                             | Іспанська                                   |
| Вірменія           | Єреван              | Հայաստան                                             | Երևան                               | Вірменська                                  |
| Волліс і Футуна    | Мата-Уту            | Wallis-et-Futuna ʻUvea mo Futuna                     | Mata Utu Matāʻutu                   | Французька Волліська,Футуна                 |

## Г/Ґ
| Країна (екзонім) | Столиця (екзонім) | Країна (ендонім)          | Столиця (ендонім)         | Офіційна або рідна мова(и) та, або алфавіт. |
| ---------------- | ----------------- | ------------------------- | ------------------------- | ------------------------------------------- |
| Габон            | Лібревіль         | République gabonaise      | Libreville                | Французька                                  |
| Гаїті            | Порт-о-Пренс      | Haïti Ayiti               | Port-au-Prince Pòtoprens  | Французька Гаїтянська креольська            |
| Гамбія           | Банжул            | The Gambia                | Banjul                    | Англійська                                  |
| Гана             | Аккра             | Ghana Gaana Gana          | Accra Nkran Accra         | Англійська Акан Чві Еве                     |
| Гаяна            | Джорджтаун        | Guyana                    | Georgetown                | Англійська                                  |
| Гваделупа        | Бас-Тер           | Guadeloupe                | Basse-Terre               | Французька                                  |
| Гватемала        | Гватемала         | Guatemala                 | Ciudad de Guatemala       | Іспанська                                   |
| Гвінея           | Конакрі           | Guinée Gine               | Conakry Kɔnakiri Konakiri | Французька Манінка, Сусу Фульфульде         |
| Гвінея-Бісау     | Бісау             | Guiné-Bissau              | Bissau                    | Португальська                               |
| Гернсі           | Сент-Пітер-Порт   | Guernsey                  | Saint Peter Port          | Англійська                                  |
| Гібралтар        | Гібралтар         | Gibraltar                 | Gibraltar                 | Англійська                                  |
| Гондурас         | Тегусігальпа      | Honduras                  | Tegucigalpa               | Іспанська                                   |
| Гонконг          | Гонконг           | Hong Kong 香港            | Hong Kong 香港            | Англійська Кантонська                       |
| Гренада          | Сент-Джорджес     | Grenada                   | St. George's              | Англійська                                  |
| Гренландія       | Нуук              | Kalaallit Nunaat Grønland | Nuuk Godthåb              | Гренландська Данська                        |
| Греція           | Афіни             | Ελλάς чи Ελλάδα           | Αθήναι чи Αθήνα           | Грецька                                     |
| Грузія           | Тбілісі           | საქართველო                | თბილისი                   | Грузинська                                  |
| Гуам             | Хагатна           | Guam Guåhån               | Hagåtña                   | Англійська Чаморро                          |

## Д
| Країна (екзонім)              | Столиця (екзонім) | Країна (ендонім) | Столиця (ендонім)                   | Офіційна або рідна мова(и) та, або алфавіт.                   |
| ----------------------------- | ----------------- | --- | ----------------------------------- | ------------------------------------------------------------- |
| Данія                         | Копенгаген        | Danmark | København                           | Датська                                                       |
| Демократична Республіка Конго | Кіншаса           | République démocratique du Congo Republíki ya Kongó Demokratíki Repubilika ya Kôngo ya Dimokalasi Jamhuri ya Kidemokrasia ya Kongo | Kinshasa Kinsasa Kinsásá Kinshasa   | Французька Конгонезька Лінґала Суахілі                        |
| Джерсі                        | Сент-Гелієр       | Jersey Jèrri | St. Helier Saint Hélier Saint Hélyi | Англійська Французька Нормандська мова (Джерсійський діалект) |
| Джибуті                       | Джибуті           | جيبوتي Djibouti Jabuuti Gabuuti | جيبوتي Djibouti Jabuuti Gabuuti     | Арабська Французька Сомалійська Афарська                      |
| Домініка                      | Розо              | Dominica | Roseau                              | англійська                                                    |
| Домініканська республіка      | Санто-Домінго     | República Dominicana | Santo Domingo                       | Іспанська                                                     |

## E
| Країна (екзонім)                | Столиця (екзонім) | Країна (ендонім)                                      | Столиця (ендонім) | Офіційна або рідна мова(и) та, або алфавіт. |
| ------------------------------- | ----------------- | ----------------------------------------------------- | ----------------- | ------------------------------------------- |
| Еквадор                         | Кіто              | Ecuador                                               | Quito             | Іспанська                                   |
| Екваторіальна Гвінея            | Малабо            | Guinea Ecuatorial Guinée équatoriale Guiné Equatorial | Malabo            | Іспанська французька Португальська          |
| Еритрея                         | Асмера            | إرتريا ኤርትራ                                           | أسمرا አሥመራ        | Арабська Тигринья                           |
| Есватіні · (колишній Свазіленд) | Мбабане           | Eswatini weSwatini                                    | Mbabane           | Англійська Сваті                            |
| Естонія                         | Таллінн           | Eesti                                                 | Tallinn           | Естонська                                   |
| Ефіопія                         | Аддис-Абеба       | ኢትዮጵያ                                                 | አዲስ አበ            | Амхарська                                   |

## Є
| Країна (екзонім) | Столиця (екзонім) | Країна (ендонім) | Столиця (ендонім) | Офіційна або рідна мова(и) та, або алфавіт. |
| ---------------- | ----------------- | ---------------- | ----------------- | ------------------------------------------- |
| Єгипет           | Каїр              | مصر              | القاهرة           | Арабська                                    |
| Ємен             | Сана              | اليمن            | ﺻﻨﻌﺎﺀ             | Арабська                                    |

## З
| Країна (екзонім) | Столиця (екзонім) | Країна (ендонім) | Столиця (ендонім) | Офіційна або рідна мова(и) та, або алфавіт. |
| ---------------- | ----------------- | ---------------- | ----------------- | ------------------------------------------- |
| Замбія           | Лусака            | Zambia           | Lusaka            | Англійська, Бемба, Чева                     |
| Зімбабве         | Хараре            | Zimbabwe         | Harare            | Англійська, Шона                            |

## І
| Країна (екзонім) | Столиця (екзонім)                | Країна (ендонім)                                              | Столиця (ендонім)                                                                                  | Офіційна або рідна мова(и) та, або алфавіт.                                                                                                |
| ---------------- | -------------------------------- | ------------------------------------------------------------- | -------------------------------------------------------------------------------------------------- | --- |
| Ізраїль          | Єрусалим (Міжнародно не визнана) | ישראל إسرائيل                                                 | ירושלים القُدس                                                                                      | Іврит Арабська |
| Індія            | Нью-Делі                         | ভাৰত ভারত India ભારત भारत ಭಾರತ भारत ഭാരതം भारत ଭାରତ ਭਾਰਤ भारतम् பாரதம் భారతదేశం | নতুন দিল্লী New Delhi નવી દિલ્હી नई दिल्ली ನವದೆಹಲಿ नवी दिल्ली ന്യൂഡല്ഹി नवी दिल्ली नयाँ दिल्ली ନୂଆ ଦିଲ୍ଲୀ ਨਵੀਂ ਦਿੱਲੀ नवदेहली புது தில்லி క్రొత్తఢిల్లీ | Ассамська Бенгальська Англійська Гуджараті Гінді Каннада Конкані Малаялам Маратська Непальська Орія Пенджабська Санскрит Тамільська Телугу |
| Індонезія        | Джакарта                         | Indonesia                                                     | Jakarta                                                                                            | Індонезійська |
| Ірак             | Багдад                           | العراق عێراق                                                  | بغداد بەغدا                                                                                        | Арабська Курдська |
| Іран             | Тегеран                          | ایران                                                         | تهران                                                                                              | Перська |
| Ірландія         | Дублін                           | Éire Ireland                                                  | Baile Átha Cliath Dublin                                                                           | Ірландська Англійська |
| Ісландія         | Рейк'явік                        | Ísland                                                        | Reykjavík                                                                                          | Ісландська |
| Іспанія          | Мадрид                           | España Espanya Espainia Espanha                               | Madrid Madril Madrid                                                                               | Іспанська, Галісійська Каталанська Баскська Окситанська (Аранська говірка)                                                                 |
| Італія           | Рим                              | Italia                                                        | Roma                                                                                               | Італійська |

## Й
| Країна (екзонім) | Столиця (екзонім) | Країна (ендонім) | Столиця (ендонім) | Офіційна або рідна мова(и) та, або алфавіт. |
| ---------------- | ----------------- | ---------------- | ----------------- | ------------------------------------------- |
| Йорданія         | Амман             | الأردن           | عمان              | Арабська                                    |

## К
| Країна (екзонім)             | Столиця (екзонім) | Країна (ендонім)               | Столиця (ендонім)              | Офіційна або рідна мова(и) та, або алфавіт. |
| ---------------------------- | ----------------- | ------------------------------ | ------------------------------ | ------------------------------------------- |
| Кабо-Верде                   | Прая              | Cabo Verde                     | Praia                          | Португальська                               |
| Казахстан                    | Астана            | Qazaqstan, Қазақстан Казахстан | Astana, Астана                 | Казахська Російська                         |
| Кайманові Острови            | Джорджтаун        | Cayman Islands                 | George Town                    | Англійська                                  |
| Камбоджа                     | Пномпень          | កម្ពុជា                           | ភ្នំពេញ                           | Кхмерська                                   |
| Камерун                      | Яунде             | Cameroun Cameroon              | Yaoundé                        | Французька Англійська                       |
| Канада                       | Оттава            | Canada                         | Ottawa                         | Англійська, Французька                      |
| Катар                        | Оттава            | قطر                            | الدوحة                         | Арабська                                    |
| Кенія                        | Найробі           | Kenya                          | Nairobi                        | Англійська, Суахілі                         |
| Киргизстан                   | Бішкек            | Кыргызстан                     | Бишкек                         | Киргизька Російська                         |
| Китайська Народна Республіка | Пекін             | 中华人民共和国                 | 北京                           | Мандаринська                                |
| Кіпр                         | Нікосія           | Κύπρος Kıbrıs                  | Λευκωσία Lefkoşa               | Грецька Турецька                            |
| Кірибаті                     | Південна Тарава   | Kiribati                       | South Tarawa Tarawa Teinainano | Англійська Кірибаті                         |
| Колумбія                     | Богота            | Colombia                       | Bogotá                         | Іспанська                                   |
| Коморські Острови            | Мороні            | Komori جزر القمر Comores       | Moroni موروني Moroni           | Коморська Арабська Французька               |
| Кокосові острови             | Західний острів   | Cocos Islands                  | West Island                    | Англійська                                  |
| Косово                       | Приштина          | Kosova Kosovo                  | Prishtinë Priština             | Албанська Сербська                          |
| Коста-Рика                   | Сан-Хосе          | Costa Rica                     | San José                       | Іспанська                                   |
| Кот-д'Івуар                  | Ямусукро          | Côte d'Ivoire                  | Yamoussoukro                   | Французька                                  |
| Куба                         | Гавана            | Cuba                           | La Habana                      | Іспанська                                   |
| Кувейт                       | Ель-Кувейт        | الكويت                         | مدينة الكويت                   | Арабська                                    |
| Кюрасао                      | Віллемстад        | Curaçao Kòrsou Curaçao         | Willemstad                     | Нідерландська Пап'яменто Англійська         |

## Л
| Країна ( екзонім ) | Капітал ( екзонім ) | Країна ( ендонім )              | Велика ( ендонім )              | Офіційна або рідна мова(и) (алфавіт/письмо) |
| ------------------ | ------------------- | ------------------------------- | ------------------------------- | ------------------------------------------- |
| Лаос               | В'єнтьян            | ປະເທດລາວ                        | ວຽງຈັນ                           | Лаоська                                     |
| Латвія             | Рига                | Latvija                         | Rīga                            | Латиська                                    |
| Лесото             | Масеру              | Lesotho                         | Maseru                          | Сесото, Англійська                          |
| Литва              | Вільнюс             | Lietuva                         | Vilnius                         | Литовська                                   |
| Ліберія            | Монровія            | Liberia                         | Monrovia                        | Англійська                                  |
| Ліван              | Бейрут              | لبنان Liban                     | بيروت Beyrouth                  | Арабська Французька                         |
| Лівія              | Триполі             | ⵍⵉⴱⵢⴰ ليبيا                     | ⵟⵔⴰⴱⵍⴻⵙ طرابلس                  | Берберські мови Арабська                    |
| Ліхтенштейн        | Вадуц               | Liechtenstein                   | Vaduz                           | Німецька                                    |
| Люксембург         | Люксембург          | Lëtzebuerg Luxemburg Luxembourg | Lëtzebuerg Luxemburg Luxembourg | Люксембурзька Німецька Французька           |

## М
| Країна (екзонім)   | Столиця (екзонім) | Країна (ендонім)               | Столиця (ендонім)                       | Офіційна або рідна мова(и) та, або алфавіт. |
| ------------------ | ----------------- | ------------------------------ | --------------------------------------- | ------------------------------------------- |
| Маврикій           | Порт-Луї          | Mauritius Maurice Moris        | Port Louis Port-Louis Porlwi            | Англійська Французька Маврикійська          |
| Мавританія         | Нуакшот           | ⵎⵓⵔⵉⵜⴰⵏ / ⴰⴳⴰⵡⵛ موريتانيا      | ⵏⵡⴰⴽⵛⵓⵟ / ⴰⵏⵓ ⵓⴽⵛⵓⴹ نواكشوط / أنو ؤكشوض | Берберські мови Арабська                    |
| Мадагаскар         | Антананаріву      | Madagasikara Madagascar        | Antananarivo Antananarivo/Tananarive    | алагасійська Французька                     |
| Майотта            | Мамудзу           | Mayotte Maore                  | Mamoudzou Momoju                        | Французька Shimaore                         |
| Макао              | Макао             | 澳門 Macau                     | 澳門 Macau                              | Кантонська Португальська                    |
| Малаві             | Лілонгве          | Malawi Malaŵi                  | Lilongwe                                | Англійська Чева                             |
| Малайзія           | Куала-Лумпур      | Malaysia                       | Kuala Lumpur                            | Малайська                                   |
| Малі               | Бамако            | Mali                           | Bamakɔ                                  | Бамбара                                     |
| Мальдіви           | Мале              | ދިވެހިރާއްޖެ                         | މާލެ                                      | Мальдівська                                 |
| Мальта             | Валлетта          | Malta                          | Valletta чи Il-Belt Valletta Valletta   | Мальтійська Англійська                      |
| Марокко            | Рабат             | ⴰⵎⵔⵔⵓⴽ / ⵍⵎⵖⵔⵉⴱ المغرب         | ⵔⵔⴱⴰⵟ الرباط                            | Берберські мови Арабська                    |
| Мартиніка          | Фор-де-Франс      | Martinique                     | Fort-de-France                          | Французька                                  |
| Маршаллові Острови | Маджуро           | Marshall Islands Aorōkin Ṃajeḷ | Majuro Mājro                            | Англійська Маршальська                      |
| Мексика            | Мехіко            | México Mēxihco                 | Ciudad de México Āltepētl Mēxihco       | Іспанська Науатль                           |
| Мікронезія         | Палікір           | Federated States of Micronesia | Palikir                                 | Англійська                                  |
| Мозамбік           | Мапуту            | Moçambique                     | Maputo                                  | Португальська                               |
| Молдова            | Кишинів           | Moldova                        | Chișinău                                | Румунська                                   |
| Монако             | Монако            | Monaco Múnegu                  | Monaco Múnegu                           | Французька Монегаська                       |
| Монголія           | Улан-Батор        | Монгол Улс/ᠮᠤᠩᠭᠤᠯ ᠤᠯᠤᠰ         | Улаанбаатар/ᠤᠯᠠᠭᠠᠨᠪᠠᠭᠠᠲᠤᠷ               | Монгольська                                 |
| Монтсеррат         | Брейдс            | Montserrat                     | Brades Estate                           | Англійська                                  |
| М'янма             | Найп'їдо          | မြန်မာ                            | နေပြည်တော်                                    | Бірманська                                  |

## Н
| Країна (екзонім) | Столиця (екзонім) | Країна (ендонім)                    | Столиця (ендонім)                              | Офіційна або рідна мова(и) та, або алфавіт.                                         |
| ---------------- | ----------------- | ----------------------------------- | ---------------------------------------------- | ----------------------------------------------------------------------------------- |
| Намібія          | Віндгук           | Namibia Namibië Namibia             | Windhoek Windhuk Windhoek /Ae-//Gams Otjomuise | Англійська Німецька Африкаанс Нама Гереро                                           |
| Науру            | Ярен (де-факто)   | Nauru Naoero                        | Yaren                                          | Англійська Науруанська                                                              |
| Непал            | Катманду          | नेपाल                                 | काठमाण्डौं                                          | Непальська                                                                          |
| Нігер            | Ніамей            | Niger                               | Niamey                                         | Французька                                                                          |
| Нігерія          | Абуджа            | Nigeria Nijeriya Naìjíríyà Nàìjíríà | Abuja Àbújá                                    | Англійська Хауса Ігбо Йоруба                                                        |
| Нідерланди       | Амстердам         | Nederland Nederlân                  | Amsterdam                                      | Нідерландська Західнофризька                                                        |
| Нікарагуа        | Манагуа           | Nicaragua                           | Managua                                        | Іспанська                                                                           |
| Німеччина        | Берлін            | Deutschland                         | Berlin                                         | Німецька                                                                            |
| Ніуе             | Алофі             | Niuē 'Niue                          | Alofi                                          | Ніуе Англійська                                                                     |
| Нова Зеландія    | Веллінгтон        | New Zealand Aotearoa                | Wellington Poneke/Te Whanganui-a-Tara          | Англійська Маорі                                                                    |
| Нова Каледонія   | Нумеа             | Nouvelle-Calédonie                  | Nouméa                                         | Французька                                                                          |
| Норвегія         | Осло              | Norge Noreg Norga Vuodna Nöörje     | Oslo                                           | Норвезька мова Букмол Норвезька Нюнорск Північносаамська Lule Sámi Південносаамська |
| Острів Норфолк   | Кінгстон          | Norfolk Island Norf'k Ailen         | Kingston                                       | Англійська Норфолкська                                                              |

## О
| Країна (екзонім)                                    | Столиця (екзонім) | Країна (ендонім)                             | Столиця (ендонім) | Офіційна або рідна мова(и) та, або алфавіт. |
| --------------------------------------------------- | ----------------- | -------------------------------------------- | ----------------- | ------------------------------------------- |
| Оман                                                | Мускат            | عُمان                                         | مسقط              | Арабська                                    |
| Острови Кука                                        | Аваруа            | Cook Islands Kūki 'Āirani                    | Avarua            | Англійська Кукська                          |
| Острів Різдва                                       | Флаїнг-Фіш-Коув   | Christmas Island                             | Flying Fish Cove  | Англійська                                  |
| Острови Святої Єлени, Вознесіння і Тристан-да-Кунья | Джеймстаун        | Saint Helena, Ascension and Tristan da Cunha | Jamestown         | Англійська                                  |

## П
| Країна (екзонім)                | Столиця (екзонім)                                                             | Країна (ендонім) | Столиця (ендонім)                                                                     | Офіційна або рідна мова(и) та, або алфавіт."                                                          |
| ------------------------------- | ----------------------------------------------------------------------------- | --- | ------------------------------------------------------------------------------------- | --- |
| Пакистан                        | Ісламабад                                                                     | Pakistan پاکستان | Islamabad اسلام‌اباد                                                                   | Англійська Урду                                                                                       |
| Палау                           | Нгерулмуд                                                                     | Belau Palau | Ngerulmud                                                                             | Англійська Палауська                                                                                  |
| Палестина                       | Східний Єрусалим (оголошена) Рамалла (адміністративна столиця)                | فلسطين | القدس الشرقية رام الله                                                                | Арабська                                                                                              |
| Панама                          | Панама                                                                        | Panamá | Ciudad de Panamá                                                                      | Іспанська                                                                                             |
| Папуа Нова Гвінея               | Порт-Морсбі                                                                   | Papua New Guinea Papua Niugini Papua Niu Gini | Port Moresby Pot Mosbi                                                                | Англійська Ток-пісін Гірі-моту                                                                        |
| Парагвай                        | Асунсьйон                                                                     | Paraguay Paraguái | Asunción Paraguay                                                                     | Іспанська Гуарані                                                                                     |
| Перу                            | Ліма                                                                          | Perú Piruw | Lima                                                                                  | Іспанська Кечуа / Аймарська                                                                           |
| Південна Корея                  | Сеул                                                                          | 남한 | 서울                                                                                  | Корейська                                                                                             |
| Південний Судан                 | Джуба                                                                         | South Sudan Sudan Kusini Paguot Thudän | Juba                                                                                  | Англійська Суахілі Динка                                                                              |
| Південно-Африканська Республіка | Преторія (адміністративна), Кейптаун (адміністративна), Блумфонтейн, (судова) | South Africa Suid-Afrika iNingizimu Afrika uMzantsi Afrika Afrika-Borwa Afrika Borwa Aforika Borwa Afurika Tshipembe Afrika Dzonga iNingizimu Afrika iSewula Afrika | Pretoria, Cape Town Pretoria, Kaapstad iPitoli, iKapa Pretoria Pitori iPitoli iPitori | Англійська Африкаанс Зулу Коса Північна сото Сесото Сетсвана Вендійська Тсонга Сваті Південна ндебеле |
| Північна Корея                  | Пхеньян                                                                       | 북조선 | 평양 / 平壌                                                                           | Корейська                                                                                             |
| Північна Македонія              | Скоп'є                                                                        | Северна Македонија Maqedonia e Veriut | Скопје Shkup                                                                          | Македонська Албанська                                                                                 |
| Північні Маріанські Острови     | Сайпан                                                                        | Northern Mariana Islands Notte Mariånas | Saipan                                                                                | Англійська Чаморро                                                                                    |
| Піткерн                         | Адамстаун                                                                     | Pitcairn Islands Pitkern Ailen | Адамстаун Adamstown                                                                   | Англійська Піткернська                                                                                |
| Польща                          | Варшава                                                                       | Polska | Warszawa                                                                              | Польська                                                                                              |
| Португалія                      | Лісабон                                                                       | Portugal | Lisboa                                                                                | Португальська                                                                                         |
| Пуерто-Рико                     | Сан-Хуан                                                                      | Puerto Rico | San Juan                                                                              | Англійська, Іспанська                                                                                 |

## Р
| Країна (екзонім) | Столиця (екзонім) | Країна (ендонім)                                           | Столиця (ендонім)                  | Офіційна або рідна мова(и) та, або алфавіт." |
| ---------------- | ----------------- | ---------------------------------------------------------- | ---------------------------------- | -------------------------------------------- |
| Республіка Конго | Браззавіль        | République du Congo Repubilika ya Kôngo Republíki ya Kongó | Brazzaville Balazavile Brazzaville | Французька Конголезька Лінґала               |
| Реюньйон         | Сен-Дені          | La Réunion                                                 | Saint-Denis                        | Французька                                   |
| Росія            | Москва            | Россия                                                     | Москва                             | Російська                                    |
| Руанда           | Кігалі            | Rwanda                                                     | Kigali                             | Французька, Руандійська, Суахілі, Англійська |
| Румунія          | Бухарест          | România                                                    | București                          | Румунська                                    |

## С
| Країна (екзонім)                           | Столиця (екзонім)         | Країна (ендонім)                                                             | Столиця (ендонім)                                       | Офіційна або рідна мова(и) та, або алфавіт." |
| ------------------------------------------ | ------------------------- | ---------------------------------------------------------------------------- | ------------------------------------------------------- | -------------------------------------------- |
| Саба                                       | Боттом                    | Saba                                                                         | The Bottom                                              | Нідерландська                                |
| Сахарська Арабська Демократична Республіка | Ель-Аюн                   | الجمهورية العربية الصحراوية الديمقراطية República Árabe Saharaui Democrática | لعيون El Aaiún                                          | Арабська Іспанська                           |
| Сальвадор                                  | Сан-Сальвадор             | El Salvador                                                                  | San Salvador                                            | Іспанська                                    |
| Самоа                                      | Апіа                      | Samoa Sāmoa                                                                  | Apia                                                    | Англійська Самоанська                        |
| Сан-Марино                                 | Сан-Марино                | San Marino                                                                   | San Marino                                              | Італійська                                   |
| Сан-Томе і Принсіпі                        | Сан-Томе                  | São Tomé e Príncipe                                                          | São Tomé                                                | Португальська                                |
| Саудівська Аравія                          | Ер-Ріяд                   | المملكة العربية السعودية                                                     | الرياض                                                  | Арабська                                     |
| Сейшельські Острови                        | Вікторія                  | Sesel Seychelles                                                             | Victoria / Port Victoria                                | Сейшельська креольська Французька Англійська |
| Сен-Бартелемі                              | Густавія                  | Saint-Barthélemy                                                             | Gustavia                                                | Французька                                   |
| Сенегал                                    | Дакар                     | Sénégal Senegaal                                                             | Dakar Ndakaaru                                          | Французька Волоф                             |
| Сен-Мартен                                 | Маріго                    | Saint-Martin                                                                 | Marigot                                                 | Французька                                   |
| Сен-П'єр і Мікелон                         | Сен-П'єр                  | Saint-Pierre et Miquelon                                                     | Saint-Pierre                                            | Французька                                   |
| Сент-Вінсент і Гренадини                   | Кінгстаун                 | Saint Vincent and the Grenadines                                             | Kingstown                                               | Англійська                                   |
| Сент-Кіттс і Невіс                         | Бастер                    | Saint Kitts and Nevis                                                        | Basseterre                                              | Англійська                                   |
| Сент-Люсія                                 | Кастрі                    | Saint Lucia                                                                  | Castries                                                | Англійська                                   |
| Сербія                                     | Белград                   | Srbija /Србија                                                               | Beograd /Београд                                        | Сербська                                     |
| Сирія                                      | Дамаск                    | سورية                                                                        | الشام / دمشق                                            | Арабська                                     |
| Сінгапур                                   | Сінгапур                  | Singapura Singapore 新加坡 சிங்கப்பூர்                                            | Singapura Singapore 新加坡 சிங்கப்பூர்                       | Малайська Англійська Путунхуа Тамільська     |
| Сінт-Естатіус                              | Ораньєстад                | Sint Eustatius Statia                                                        | Oranjestad                                              | Нідерландська Англійська                     |
| Сінт-Мартен                                | Філіпсбург                | Sint Maarten                                                                 | Philipsburg                                             | Нідерландська Англійська                     |
| Словаччина                                 | Братислава                | Slovensko                                                                    | Bratislava                                              | Словацька                                    |
| Словенія                                   | Любляна                   | Slovenija                                                                    | Ljubljana                                               | Словенська                                   |
| Соломонові Острови                         | Хоніара                   | Solomon Islands Solomon Aelan                                                | Honiara Honiala                                         | English Піджин Соломонових Островів          |
| Сомалі                                     | Могадішо                  | Soomaaliya الصومال                                                           | Muqdisho مقديشو                                         | Сомалійська Арабська                         |
| Сполучені Штати Америки                    | Вашингтон, округ Колумбія | United States of America Estados Unidos de América ‘Amelika Hui Pū ‘ia       | Washington, D.C.' Washington D.C. Wakinekona/Wasinetona | Англійська Іспанська Гавайська               |
| Судан                                      | Хартум                    | السودان                                                                      | الخرطوم                                                 | Арабська                                     |
| Суринам                                    | Парамарибо                | Suriname                                                                     | Paramaribo                                              | Нідерландська                                |
| Східний Тимор                              | Ділі                      | Timor Lorosa'e Timor-Leste                                                   | Díli                                                    | Тетум Португальська                          |
| Сьєрра-Леоне                               | Фрітаун                   | Sierra Leone                                                                 | Freetown                                                | Англійська                                   |

## Т
| Країна (екзонім)           | Столиця (екзонім) | Країна (ендонім)              | Столиця (ендонім)     | Офіційна або рідна мова(и) та, або алфавіт." |
| -------------------------- | ----------------- | ----------------------------- | --------------------- | -------------------------------------------- |
| Таджикистан                | Душанбе           | Tojikistan / Тоҷикистон       | Dushanbe / Душанбе    | Таджицька                                    |
| Таїланд                    | Бангкок           | ไทย, ประเทศไทย, ราชอาณาจักรไทย | กรุงเทพฯ, กรุงเทพมหานคร | Тайська                                      |
| Тайвань (Республіка Китай) | Тайбей            | 中華民國 чи 臺灣/台灣         | 臺北/台北             | Китайська                                    |
| Танзанія                   | Додома            | Tanzania                      | Dodoma                | Англійська, Суахілі                          |
| Теркс і Кайкос             | Коберн-Таун       | Turks and Caicos Islands      | Cockburn Town         | Англійська                                   |
| Того                       | Ломе              | Togo                          | Lomé Lome Loma        | Французька Еве Kabiye                        |
| Токелау                    |                   | Tokelau                       |                       | Англійська, Токелауська                      |
| Тонга                      | Нукуалофа         | Tonga                         | Nukuʻalofa            | Тонганська, Англійська                       |
| Тринідад і Тобаго          | Порт-оф-Спейн     | Trinidad and Tobago           | Port of Spain         | Англійська                                   |
| Тувалу                     | Фунафуті          | Tuvalu                        | Fongafale             | Англійська, Тувалуанська                     |
| Туніс                      | Туніс             | ⵜⵓⵏⵙ تونس                     | ⵜⵓⵏⵙ تونس             | Берберські мови Арабська                     |
| Туреччина                  | Анкара            | Türkiye                       | Ankara                | Турецька                                     |
| Туркменістан               | Ashgabat          | Türkmenistan                  | Aşgabat               | Туркменська                                  |

## У
| Країна (екзонім) | Столиця (екзонім) | Країна (ендонім)         | Столиця (ендонім)  | Офіційна або рідна мова(и) та, або алфавіт. |
| ---------------- | ----------------- | ------------------------ | ------------------ | ------------------------------------------- |
| Уганда           | Кампала           | Uganda                   | Kampala            | Англійська, Суахілі                         |
| Угорщина         | Будапешт          | Magyarország             | Budapest           | Угорська                                    |
| Узбекистан       | Ташкент           | O‘zbekiston / Ўзбекистон | Toshkent / Тошкент | Узбецька                                    |
| Україна          | Київ              | Україна                  | Київ               | Українська                                  |
| Уругвай          | Монтевідео        | Uruguay                  | Montevideo         | Іспанська                                   |

## Ф
| Країна (екзонім)     | Столиця (екзонім) | Країна (ендонім)      | Столиця (ендонім)    | Офіційна або рідна мова(и) та, або алфавіт. |
| -------------------- | ----------------- | --------------------- | -------------------- | ------------------------------------------- |
| Фарерські острови    | Торсгавн          | Føroyar Færøerne      | Tórshavn Thorshavn   | Фарерська Данська                           |
| Фіджі                | Сува              | Fiji Viti फ़िजी          | Suva                 | Англійська Фіджійський Фіджійська гінді     |
| Філіппіни            | Маніла            | Pilipinas Philippines | Maynila Manila       | Філіппінська Англійська                     |
| Фінляндія            | Гельсінкі         | Suomi Finland         | Helsinki Helsingfors | Фінська Шведська                            |
| Фолклендські Острови | Стенлі            | Falkland Islands      | Stanley              | Англійська                                  |
| Франція              | Париж             | France                | Paris                | Французька                                  |
| Французька Гвіана    | Каєнна            | Guyane                | Cayenne              | Французька                                  |
| Французька Полінезія | Папеете           | Polynésie française   | Papeete              | Французька                                  |

## Х
| Країна (екзонім) | Столиця (екзонім) | Країна (ендонім) | Столиця (ендонім) | Офіційна або рідна мова(и) та, або алфавіт. |
| ---------------- | ----------------- | ---------------- | ----------------- | ------------------------------------------- |
| Хорватія         | Загреб            | Hrvatska         | Zagreb            | Хорватська                                  |

## Ц
| Країна (екзонім)                 | Столиця (екзонім) | Країна (ендонім)      | Столиця (ендонім) | Офіційна або рідна мова(и) та, або алфавіт. |
| -------------------------------- | ----------------- | --------------------- | ----------------- | ------------------------------------------- |
| Центральноафриканська Республіка | Бангі             | Centrafrique Bêafrîka | Bangui Bangî      | Французька Санго                            |

## Ч
| Країна (екзонім) | Столиця (екзонім) | Країна (ендонім)      | Столиця (ендонім)     | Офіційна або рідна мова(и) та, або алфавіт. |
| ---------------- | ----------------- | --------------------- | --------------------- | ------------------------------------------- |
| Чад              | Нджамена          | Tchad تشاد            | Ndjamena نجامينا      | Французька Арабська                         |
| Чехія            | Прага             | Česko                 | Praha                 | Чеська                                      |
| Чилі             | Сантьяго          | Chile                 | Santiago              | Іспанська                                   |
| Чорногорія       | Подгориця         | Crna Gora / Црна Гора | Podgorica / Подгорица | Чорногорська                                |

## Ш
| Країна (екзонім) | Столиця (екзонім)         | Країна (ендонім)               | Столиця (ендонім)                | Офіційна або рідна мова(и) та, або алфавіт. |
| ---------------- | ------------------------- | ------------------------------ | -------------------------------- | ------------------------------------------- |
| Швейцарія        | Берн (де-факто)           | Schweiz Suisse Svizzera Svizra | Bern Berne Berna                 | Німецька Французька Італійська Романшська   |
| Швеція           | Стокгольм                 | Sverige                        | Stockholm                        | Шведська                                    |
| Шпіцберген       | Лонг'їр                   | Svalbard                       | Longyearbyen                     | Норвезька                                   |
| Шрі-Ланка        | Шрі-Джаяварденепура-Котте | ශ්‍රී ලංකාව இலங்கை                     | ශ්‍රී ජයවර්ධනපුර කෝට්ටේ ஶ்ரீ ஜெயவர்த்தனபுரம் கோட்டை | Сингальська Тамільська                      |

## Я
| Країна (екзонім) | Столиця (екзонім) | Країна (ендонім) | Столиця (ендонім) | Офіційна або рідна мова(и) та, або алфавіт. |
| ---------------- | ----------------- | ---------------- | ----------------- | ------------------------------------------- |
| Ямайка           | Кінгстон          | Jamaica          | Kingston          | Англійська                                  |
| Японія           | Токіо             | 日本             | 東京              | Японська                                    |

1. ↑  англ. вимова: [əˈstreɪliə]
2. ↑  Автономний регіон Фінляндії
3. 1 2 3 4 5  Острівна територія США
4. 1 2 3 4 5 6 7 8 9 10  Британські заморські території
5. 1 2 3 4 5  Установча країна у скдаді Нідерландів
6. 1 2 3 4 5 6 7 8 9 10 11  Заморська територія Франції.
7. 1 2  Коронні володіння Великої Британії.
8. 1 2  Особливий адміністративний район (КНР).
9. 1 2  Автономна установча країна у складі Королівства Данії.
10. ↑  Село Баїрикі є колишньою столицею Кірибаті і все ще є резиденцією президента, але, офіційною столицею тепер є Південна Тарава.
11. 1 2 3  Зовнішня територія Австралії
12. 1 2 3 4  Не є членом ООН та має обмежене міжнародне визнання.
13. ↑  Брейдс став де-факто столицею після виверження вулкану в 1995 році, яке охопило офіційну столицю Плімут, що зробило його непридатним для життя.
14. 1 2  Науру та Швейцарія є єдиними державами-членами ООН, що не мають офіційної столиці.
15. 1 2 3   Асоційована держава у вільній асоціації з Новою Зеландією.
16. ↑  У країні є третя офіційна мова – Новозеландська жестова мова.
17. ↑  Невід’ємна частина Норвегії.